# كيفن جاي كينيدي
كيفن جاي كينيدي (بالإنجليزية: Kevin J. Kennedy)‏ هو شخصية أعمال أمريكي، ولد في 1955.